# Trigonobalanus
Trigonobalanus, biljni rod iz porodice bukovki. Ponekad se u njega uključuju vrste iz Azije (dvije vrste drveća) i Kolumbije (jedna vrsta), .a ponekad samo jedna iz  poluotočne Malezije (Pahan); Borneo (Sabah); Sulawesija, to je drvo Trigonobalanus verticillata.

## Taksonomski status i filogenetski odnosi
O Taksonomskom statusu Kevin C. Nixon i William L. Crepet naveli su u svojim istraživanjima 1989.: „Rod bukovki,  Trigonobalanus kako je nedavno obrađen uključuje 3 vrste, dvije u Maleziji i jugoistočnoj Aziji i jednu vrstu u Kolumbiji, Južna Amerika. Analiza karaktera sugerira da je rod kako je trenutno opisan parafiletičan, bez sinapomorfija koje bi ujedinile tri vrste. Svaka od tri vrste morfološki je različit reljet skupine koja je vjerojatno bila predak modernih rodova Quercus i Fagus. Svaka od tri vrste također ima barem jednu autopomorfiju koja je jedinstvena unutar Fagaceae. Analiza morfologije kupula u Fagaceae daje tumačenje evolucije u kupulama koje se bitno razlikuje od Formanova tumačenja. Tumačimo trigonobalanoidne kupule kao indikativne za predački tip cvata unutar Fagaceae. Ovaj tip cvata je dihazijalne strukture u kojoj su krajnje vanjske osi kupularni zalisci, ali stupanj grananja i naknadni broj plodova su promjenjivi. Slijedeći ovaj model, postoji strogi odnos između broja zalistaka i broja plodova kao što se vidi u kupulama Trigonobalanusa (zalisci = plodovi + 1). Fosilni dokazi su u skladu s našim tumačenjem filogenetskog položaja trigonobalanoida. Predlažemo da se tri vrste Trigonobalanus razdvoje kao tri monotipska roda; dva od njih zahtijevaju imena koja ovdje navodimo: Formanodendron i Colombobalanus.”

## Vrste
1. Trigonobalanus verticillata Forman

Uključivani u druge rodove:
1. Trigonobalanus doichangensis (A.Camus) Forman = Formanodendron doichangensis (A.Camus) Nixon & Crepet
2. Trigonobalanus excelsa Lozano, Hern. Cam. & Henao = Colombobalanus excelsa (Lozano, Hern.Cam. & Henao) Nixon & Crepet

## Sinonimi
- Colombobalanus Nixon & Crepet
- Formanodendron Nixon & Crepet